# 신디 브레이크스피어
신디 브레이크스피어(Cindy Breakspeare, 1954년 10월 24일 ~ )는 자메이카의 재즈 뮤지션, 모델이다. 1976년 미스 월드 우승자다. 밥 말리의 아들이자 레게 뮤지션인 데미언 말리의 어머니이기도 하다. 밥 말리는 "Waiting in Vain", "She Used To Call Me Dada", "Turn Your Lights Down Low"를 그녀를 위해 썼다고 말한 바 있다.

## 생애
캐나다 토론토에서 자메이카인 아버지 루이스 브레이크스피어(Louis Breakspeare)와 캐나다인 어머니 마거리트 코크런(Marguerite Cochrane) 사이에서 태어났다. 4살 때 자메이카로 이주해 Immaculate Conception Preparatory School에 입학한다. 10대 시절 Miss Jamaica Body Beautiful, Miss Universe Bikini와 같은 미인 대회에 참가한다. 1976년 런던에서 열린 미스 월드 대회에 참가해 우승한다. 1978년 밥 말리와의 관계에서 아들 데미안 말리를 낳지만, 3년 후 상원 의원이자 변호사인 톰 타바레스-핀슨(Tom Tavares-Finson)과 결혼해 1982년엔 아들 Christian을, 1986년엔 딸 Leah를 낳는다. 1995년 톰 타바레스-핀슨과 이혼한다.

## 출연작
- 말리 (2012)